# 札合敢不
札合敢不（?—?），又称札阿绀孛、札哈坚普，克烈部末代首領王罕之弟。
他原名怯列亦歹，幼年被西夏俘虏，久居其地，因为他为人机敏，颇受重用，被赐名札合敢不，意为可敬的王公，一说即赞普。后来和王罕一起率军帮助蒙古部铁木真击败蔑儿乞部。王罕被乃蛮部驱逐的时候，他寄居蒙古部。1199年，王罕和铁木真连兵袭击乃蛮部，他中途私自撤兵，和亦剌合·桑昆殿后时，被乃蛮部追击，大败，被铁木真属下四杰救助。1200年，计划谋害王罕，事情败露，逃到乃蛮部。1203年，克烈部被铁木真击败，他归降铁木真，把长女亦巴合嫁给了铁木真，次女唆鲁禾帖尼嫁给了铁木真第四子拖雷，就是蒙哥、忽必烈、旭烈兀、阿里不哥的母亲。后来他再次叛离铁木真，被术赤台擒杀。

## 延伸阅读
[在维基数据编辑]
 《新元史/卷118》，出自柯劭忞《新元史》